# ヘレーネ・フォン・ナッサウ
ヘレーネ・ヴィルヘルミーナ・ヘンリエッテ・パウリーネ・マリアンネ（Helene Wilhelmina Henriette Pauline Marianne von Nassau-Weilburg, 1831年8月31日 - 1888年10月28日）は、ヴァルデック＝ピルモント侯ゲオルク・ヴィクトルの妃。

## 生涯
ナッサウ公ヴィルヘルムとその2番目の妃でヴュルテンベルク王子パウルの娘であるパウリーネの間の最初の子供として、ヴィースバーデンで生まれた。腹違いの長兄はナッサウ公で後にルクセンブルク大公となるアドルフ、同母妹のゾフィアはスウェーデン王オスカル2世の妃である。ヘレーネは1853年9月26日にヴァルデック侯ゲオルク・ヴィクトルと結婚し、夫との間に1男6女をもうけた。
- ゾフィー（1854年 - 1869年）
- パウリーネ（1855年 - 1881年） - ベントハイム＝シュタインフルト侯アレクシスと結婚
- マリー（1857年 - 1882年）- ヴュルテンベルク王ヴィルヘルム2世と結婚
- エンマ（1858年 - 1934年）- オランダ王ウィレム3世と結婚
- ヘレーネ（1861年 - 1922年）- イギリス王子・オールバニ公レオポルドと結婚
- フリードリヒ（1865年 - 1946年）- ヴァルデック侯
- エリーザベト（1873年 - 1961年）- エルバッハ＝シェーンベルク侯アレクサンダーと結婚